# Stalachtis phlegia
Stalachtis phlegia is een vlindersoort uit de familie van de prachtvlinders (Riodinidae), onderfamilie Riodininae.
Stalachtis phlegia werd in 1779 beschreven door Cramer.